# Панков, Олег Владиславович
Оле́г Владисла́вович Панко́в (род. 2 августа 1967, Мелитополь, Запорожская область) — украинский шоссейный велогонщик, выступавший на профессиональном уровне в период 1996—2001 годов. Чемпион Украины в групповой гонке, участник летних Олимпийских игр в Атланте и многих престижных гонок на шоссе.

## Биография
Олег Панков родился 2 августа 1967 года в городе Мелитополь Запорожской области Украинской ССР.
Впервые заявил о себе в 1993 году, заняв третье место в генеральной классификации «Тура Марокко».
В 1996 году одержал победу на шоссейном чемпионате Украины в групповой гонке и вошёл благодаря этой победе в основной состав украинской национальной сборной. Удостоился права защищать честь страны на летних Олимпийских играх в Атланте — в итоге занял в зачёте мужской групповой гонки 43 место. Также в этом сезоне дебютировал на профессиональном уровне в составе бельгийской команды Tönissteiner-Saxon, с которой удачно выступил в традиционной многодневной гонке «Польша — Украина»: одержал победу на двух этапах и стал лучшим в генеральной классификации. Финишировал восьмым в «Туре Рейнланд-Пфальца» в Германии.
Сезон 1997 года провёл в другом бельгийском клубе RDM-Asfra, принял участие в нескольких престижных гонках преимущественно на территории Бельгии. В их числе «Гент — Вевельгем», «Гран-при Денена», «Три дня Де-Панне», «Дрёйвенкурс Оверейсе», «Схал Селс», «Гран-при Ефа Схеренса», «Париж — Брюссель» и др.
В 1998 году перешёл в Ipso-Euroclean, где провёл два последующих сезона. В это время продолжал активно участвовать в крупнейших гонках в Европе. Одно из наиболее значимых достижений в этот период — третье место на пятом этапе «Вуэльты Кастилии и Леона». Также стал серебряным призёром украинского национального первенства, уступив в групповой гонке только Александру Феденко.
В период 2000—2001 годов состоял в бельгийских командах Collstrop-De Federale Verzekeringen и Palmans-Collstrop. Участвовал в таких престижных гонках как «Омлоп Хет Волк», «Тур Лангкави», «Тур Фландрии».